# Samuel Maciejowski
Samuel Maciejowski (15 januari 1499 - 26 oktober 1550) was de 45e bisschop van Krakau, en daarvóór bisschop van Chełm en Płock.

## Biografie
Samuel Maciejowski was een telg van de Poolse heraldische clan Ciołek. Hij studeerde in 1520 aan de Universiteit van Padua.
Maciejowski was een belangrijke mecenas van de kunsten en omringde zich met muzikanten. De bisschop was een voorstander van goede relaties met het Huis Habsburg. Hij was in zijn leven naast bisschop ook vicekanselier van Polen en vanaf 1539 grootkanselier.
De bisschop liet een renaisaincepaleis in Prądnik bouwen om ambassadeurs en andere hooggeplaatste personen te ontvangen.
Maciejowski werd in de Wawelkathedraal begraven. Zijn tombe is door Padovano gesculpteerd en bestaat uit een blok dat in Salzburg is gedolven en marmer bestemd voor de tombe van Barbara Radziwiłł. Dit laatste suggereert dat Sigismund II August van Polen betrokken was bij de totstandkoming van de tombe.

## Galerij

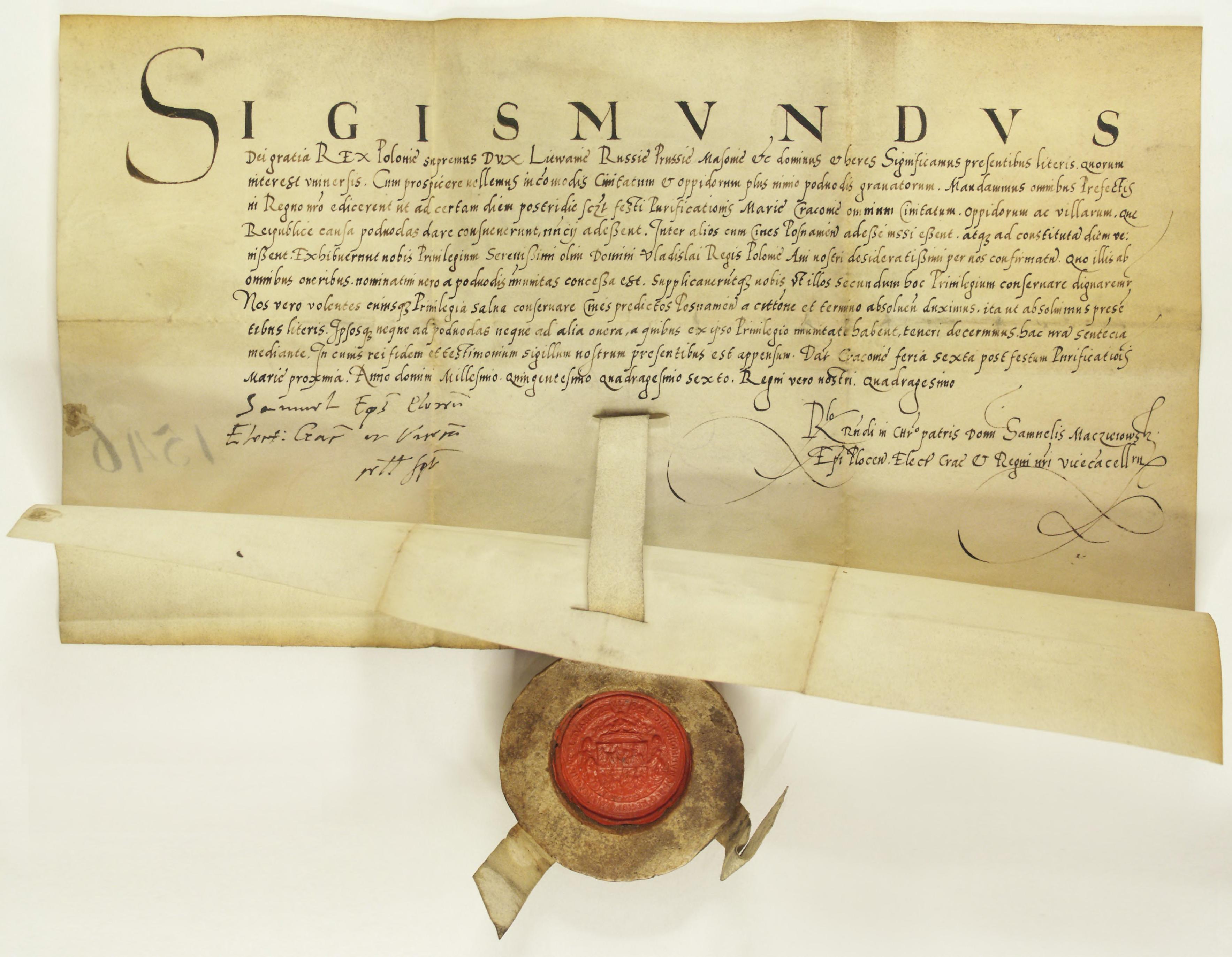
Handtekening van Samuel Maciejowski op een oorkonde uit 1546.

- Bibliothèque nationale de France: cb107122191 (data)
- Gemeinsame Normdatei: 132298716
- International Standard Name Identifier: 0000 0000 6136 516X
- Virtual International Authority File: 35613049
- WorldCat: E39PBJdWVFtR6XK6tbbJ4gy8G3